# ماریکو میاگی
ماریکو میاگی (انگلیسی: Mariko Miyagi; ۲۱ مارس ۱۹۲۷ – ۲۱ مارس ۲۰۲۰) بازیگر، خواننده، و کارگردان فیلم اهل ژاپن بود.
وی همچنین برندهٔ جوایزی همچون نشان گنجینه مقدس شده‌است.